# Monumenti e luoghi d'interesse di Tocco da Casauria
La seguente pagina contiene i monumenti e luoghi d'interesse di Tocco da Casauria, comune abruzzese in Provincia di Pescara.
Il paese di Tocco da Casauria possiede vari monumenti di interesse che testimoniano la sua storia pluricentenaria, da quelli con origini medioevali come il Castello Caracciolo, la Chiesa di Sant'Eustachio Martire e il convento dell'Osservanza, a quelli più recenti di età moderna e contemporanea come la chiesa di Sant'Antonio da Padova ai cappuccini e il Palazzo Toro.
Oltre alle chiese e ai palazzi storici, ci sono anche diversi anche i monumenti di tipo celebrativo e commemorativo. Ma al di là dei monumenti di interesse storico-culturale, vi è anche la zona di interesse naturalistico della riserva naturale Monte Rotondo, area naturale protetta inserita all'interno del parco nazionale della Maiella in cui rientra anche il territorio comunale di Tocco.

## Architettura

### Architetture civili

#### Case di individui illustri
In paese sono presenti diverse case (alcune delle quali storiche) legate a individui particolarmente illustri che sono nati o vissuti a Tocco. Dopo la loro morte, nel tempo alcune di queste case sono state contrassegnate da targhe in loro memoria. Esse sono:
- Casa di Annibale de Gasparis: casa in cui ha vissuto l'astronomo, matematico e politico abruzzese Annibale de Gasparis. È situata in Via Domenico Mascitti.
- Casa di Domenico Mascitti: casa in cui ha vissuto il pittore toccolano Domenico Mascitti. È situata al Vico 8 di Via XX Settembre.
- Luogo dell'abitazione di Domenico Stromei: zona in cui era presente la casa del poeta toccolano Domenico Stromei. La targa è situata in Via Minzoni.
- Luogo natale di Gennaro Manna: zona in cui è nato il poeta toccolano Gennaro Manna. La targa è situata in Via Minzoni.
- Casa di Maria Lanza: casa in cui ha vissuto Maria Lanza, madre del cantante ed attore statunitense Mario Lanza. È situata in Via Napoli.
- Casa Michetti: casa natale di Francesco Paolo Michetti[1][2], fu trasformata in museo nel 1954[3].

#### Fontane storiche
- Fontana dei Francoli: fatta in pietra, risale al XV secolo. È situata nella frazione dei Francoli[4].
- Fontana delle quattro cannelle: è affacciata sulla Strada statale 5 Via Valeria Tiburtina nella frazione di Rovetone. Risale al 1812.
- Fontana di Largo E. Berlinguer: fatta in metallo, è situata in Largo Enrico Berlinguer.
- Fontana di Piazza Carlo da Tocco: fatta di ghisa, fu acquistata dall'amministrazione comunale da fabbriche di Terni e venne installata nel 1884. È situata in Piazza Carlo da Tocco[5].
- Fontana di Rovetone: risalente al XV secolo, fu restaurata nel 1580. È situata in una zona rurale della frazione di Rovetone raggiunta da una strada rurale collegata alla "Traversa Valeria" che va dalla Chiesa di San Rocco alla Strada statale 5 Via Valeria Tiburtina[6].
- Fonte castello: fatta in pietra nel 1864, è situata sulla Strada Provinciale 67 all'entrata del paese.
- Fonte Valerio: è fatta in pietra e fu restaurata nel 1808. È situata sulla "Traversa Valeria" che nella frazione di Rovetone collega la Chiesa di San Rocco alla Strada statale 5 Via Valeria Tiburtina.

#### Monumenti celebrativi
Vi sono diversi monumenti celebrativi. Essi sono:
- Monumento ai caduti: opera in bronzo dello scultore di Perugia Torquato Tamagnini, fu eretto nel 1923. È situato in Largo Enrico Berlinguer[7][8][9].
- Monumento al 150º anniversario dell'Unità d'Italia: stele in pietra bianca della Maiella inaugurata nel 2011 davanti alla Scuola Francesco Filomusi Guelfi[10], è oggi situata in Villa Michetti.
- Monumento al donatore: inaugurato nel 2013 per celebrare il trentennio della locale sezione cittadina dell'Associazione Volontari Italiani del Sangue[11][12]. È situato in Villa Michetti.
- Monumento all'artigiano: opera in metallo del toccolano Francesco Sonsini. È situato nella zona della Villa Michetti[13].

#### Palazzi storici
A Tocco ci sono vari palazzi storici legati a famiglie nobili o borghesi che hanno fatto parte della storia del paese. Essi sono:
- Palazzo Angelantoni: è situato tra Via Francesco Paolo Michetti Vico II e Via Cavour.
- Palazzo Bonanni: è situato accanto l'ex convento di San Domenico (poi divenuto municipio del paese) in Via Municipio.
- Palazzo Mattucci: è situato vicino Piazza Carlo da Tocco, affacciato su Via Caserma Vecchia e Via Municipio Vico I.
- Palazzo Scamolla-Filomusi: è situato in Via Francesco Filomusi Guelfi, fu la residenza natale del giurista e senatore toccolano Francesco Filomusi Guelfi, natovi nel 1842.
- Palazzo Toro: Situato sul Corso Garibaldi[14], fu fatto erigere intorno alla metà dell'Ottocento e completato nel 1870 come abitazione per la famiglia Toro e come fabbrica per produrre il liquore centerbe[15]. L'edificio è a pianta rettangolare ed è composto da due piani[14]. Le sale furono affrescate dal pittore toccolano Francesco Paolo Michetti in stile ottocentesco napoletano[16][17].

#### Altro
- Municipio storico: costruito nel XIV secolo assieme alla chiesa di San Francesco, subì varie distruzioni e ricostruzioni nella storia per via dei danni causati dai terremoti[18]. Dopo le soppressioni napoleoniche degli ordini religiosi dei primi anni del XIX secolo, fu trasformato in caserma militare[19] e nel 1814 sede del municipio[20]. Il terremoto del 2009 lo ha reso inagibile[21]. È situato in Via Municipio.

- Porta della croce: risalente al XIV secolo, era una delle zone d'accesso al paese medioevale. È situata in Via Rovetone.
- Scuola Francesco Filomusi Guelfi: costruita negli anni '30 durante il regime fascista con lo stile dell'epoca, è stato il primo edificio scolastico del paese. È situata in Piazza Domenico Stromei[22].
- Torre dell'orologio: torre civica con campane e orologio, risale al tardo medioevo. È situata in Via Orologio[23][24].

### Architetture religiose

#### Chiesa della Madonna degli Angeli

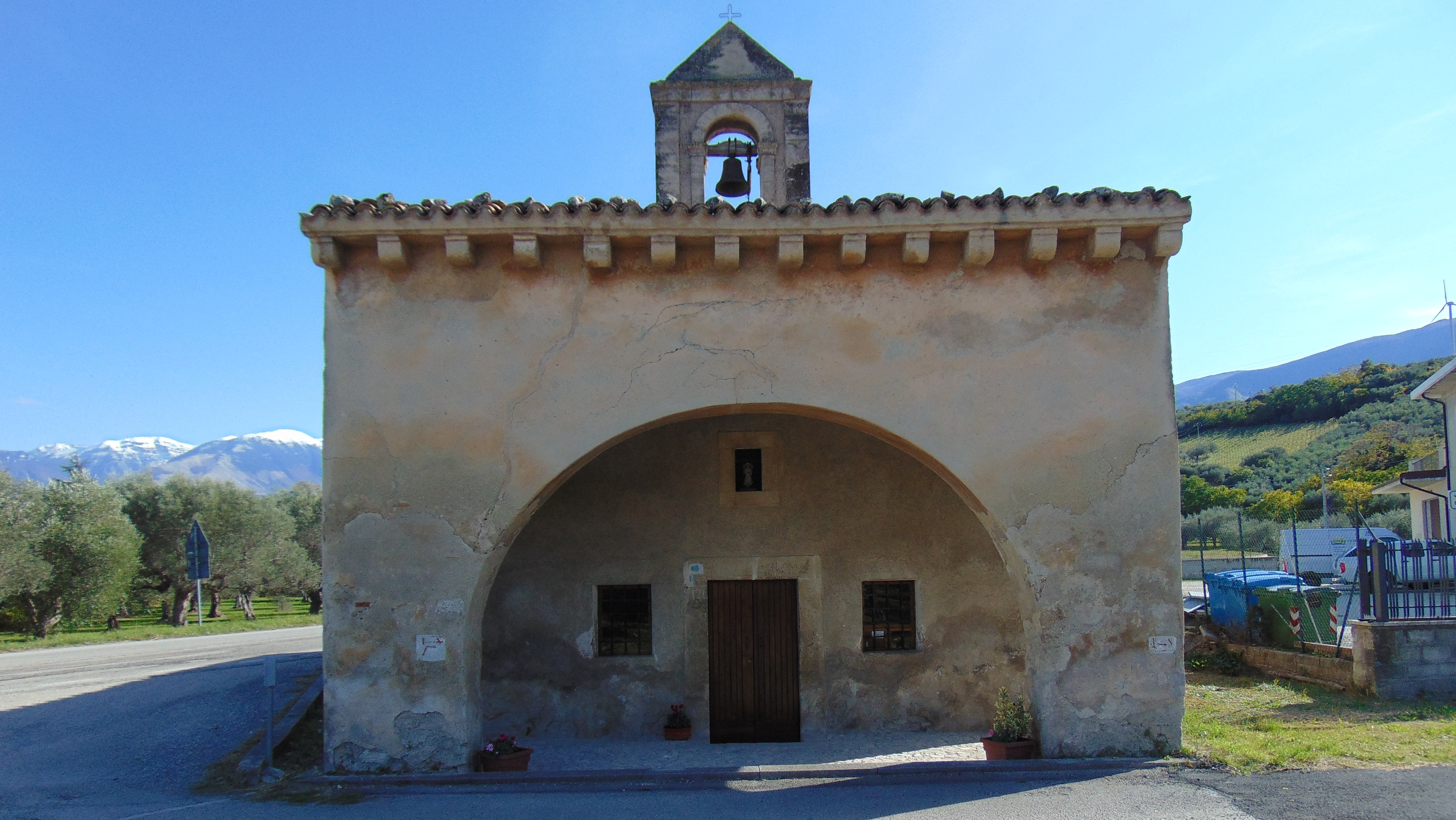
Chiesa della Madonna degli Angeli

È situata sull'odierna Via Madonna degli Angeli, vicino il bivio tra la Strada statale 5 Via Tiburtina Valeria e la strada e Torre de' Passeri. La struttura è a muro portante ed all'interno è a pianta rettangolare con impianto ad aula. La struttura della chiesa è a muro portante ed all'interno è a pianta rettangolare con impianto ad aula. Sulla facciata anteriore vi è la porta d'ingresso, due finestre rettangolari laterali ai suoi lati (una a destra ed una a sinistra) ed una terza finestra (di dimensioni minori) soprastante la porta. Di fronte la facciata anteriore è presente un portico con volta a botte lunettata. Il tetto è a due falde, ed al centro di esso è presente un campanile a vela.

#### Chiesa della Madonna delle Grazie

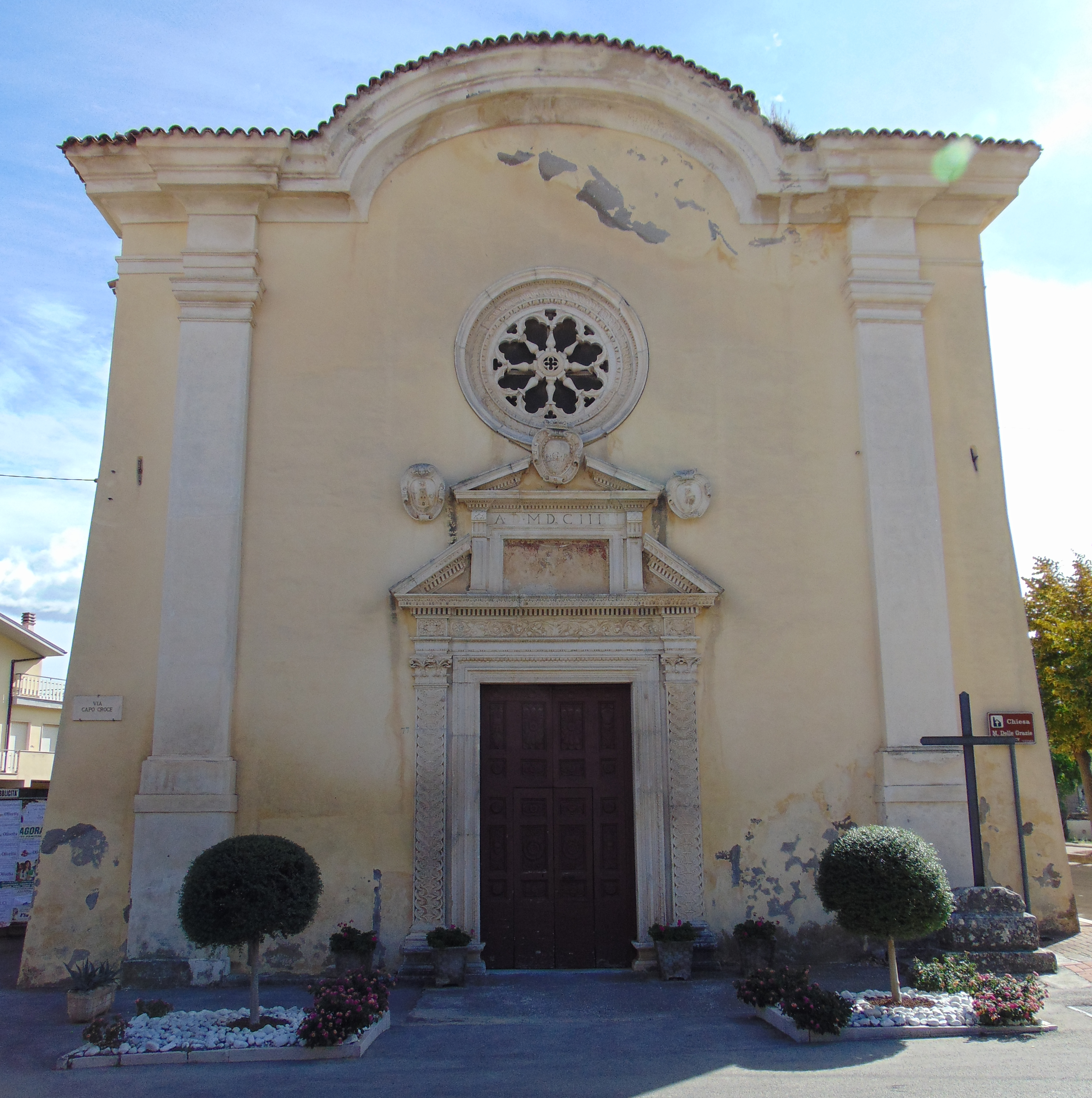
Chiesa della Madonna delle Grazie

Inizialmente costruita come oratorio fuori dalle mura del paese, per ospitare i domenicani, fu poi convertito in chiesa fra la seconda metà del '400 e gli inizi del '500. Essa fu dedicata alla Madonna delle Grazie; il suo preciso periodo di fondazione è incerto, e si fa risalire tra il XV e il XVI secolo.
All'esterno la chiesa dispone di un piccolo campanile con una sola cella campanaria lungo il lato sinistro. La facciata principale è composta da un portale (con architrave e rosone) che risale al 1605. Tutti e tre gli elementi sono composti da pietra bianca. Vi sono anche 2 lesene (posizionate una alla destra ed una alla sinistra del portale) bianche. Sull'architrave sono presenti tre stemmi ovaliformi del XVII secolo. A sinistra è presente la più antica testimonianza dello stemma comunalei. Al centro è presente uno stemma coronato recitante la sigla AGP che potrebbe indicare l'acronimo (spesso usato per stemmi religiosi) delle parole Ave Gratia Plena. A destra è presente uno stemma raffigurante un cervo con una croce latina sulla testa.

#### Chiesa di San Domenico

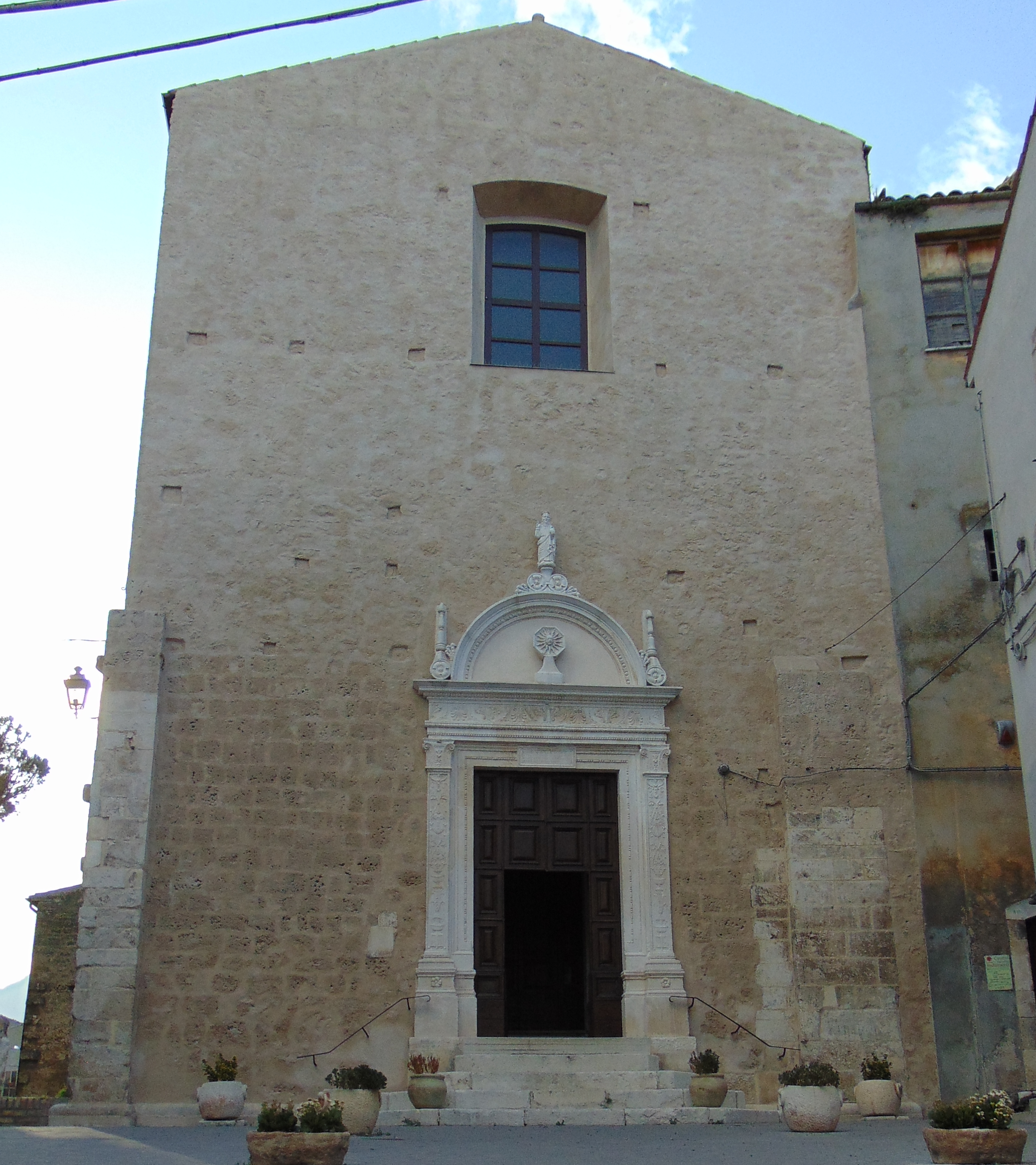
Chiesa di San Domenico

Situata in via San Domenico e affacciata su via Ramai, fu costruita inizialmente nel 1317 dedicata a San Francesco insieme ad un convento e gestita dai francescani. Successivamente fu chiusa nel 1653 con una bolla di Papa Innocenzo X per poi venire distrutta dal terremoto del 1706. Il terremoto distrusse anche la chiesa di Santa Maria della Pace in cui risiedevano domenicani e loro decisero però di ricostruire la chiesa di San Francesco e quando vi si stabilirono la dedicarono a san Domenico di Guzmán.
La struttura è a croce latina con una sola navata centrale e con atrio, transetto, crociera e coro. Al suo centro è presente una cupola. Nella chiesa sono presenti una sagrestia, una cappella ed una stanza oggi adibita a museo. L'originaria struttura trecentesca era adiacente ad un convento non più esistente e conserva ancora diversi elementi dell'originaria struttura medioevale. Al suo interno vi sono nove altari decorati con tele, statue di putti ed angeli e altre decorazioni.

#### Chiesa di San Rocco

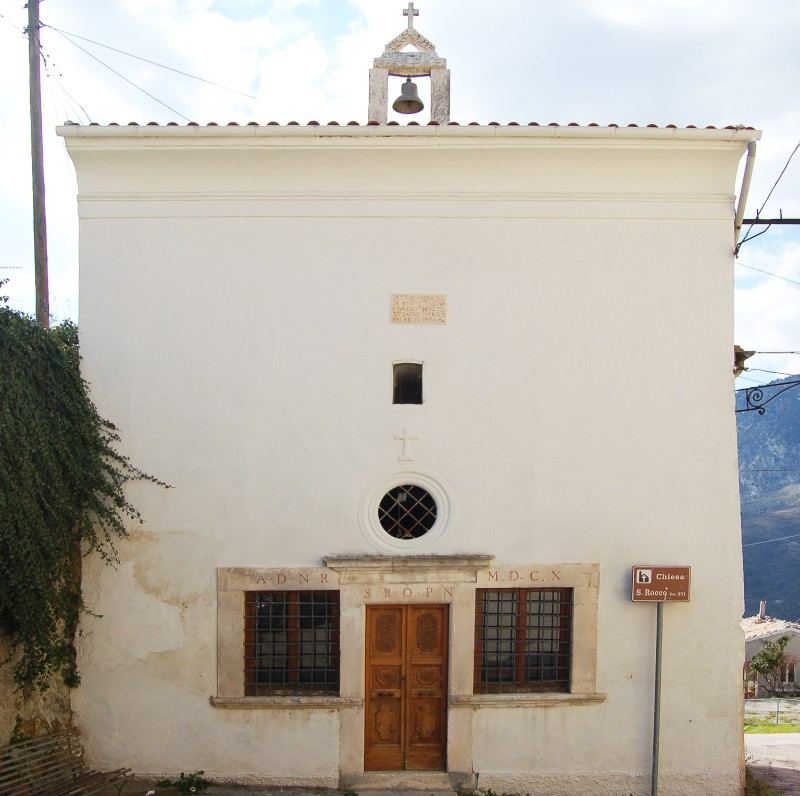
Chiesa di San Rocco

Situata in Via Rovetone, è dedicata San Rocco di Montpellier e risale al 1610.
L'edificio è stato costruito in tufo con pianta rettangolare ad aula. Le facciate anteriore e destra sono intonacate e dipinte in bianco, mentre le altre sono in tufo scoperto. Sulla facciata anteriore sono presenti 4 finestre, due rettangolari laterali alla porta d'ingresso (una a destra ed una a sinistra), una che fa da rosone sopra l'ingresso, ed un'altra rettangolare sopra al rosone. In cima al tetto è presente un campanile.
L'interno ha un altare, diversi affreschi e la struttura è costituita da una volta a botte.

#### Chiesa di Sant’Antonio

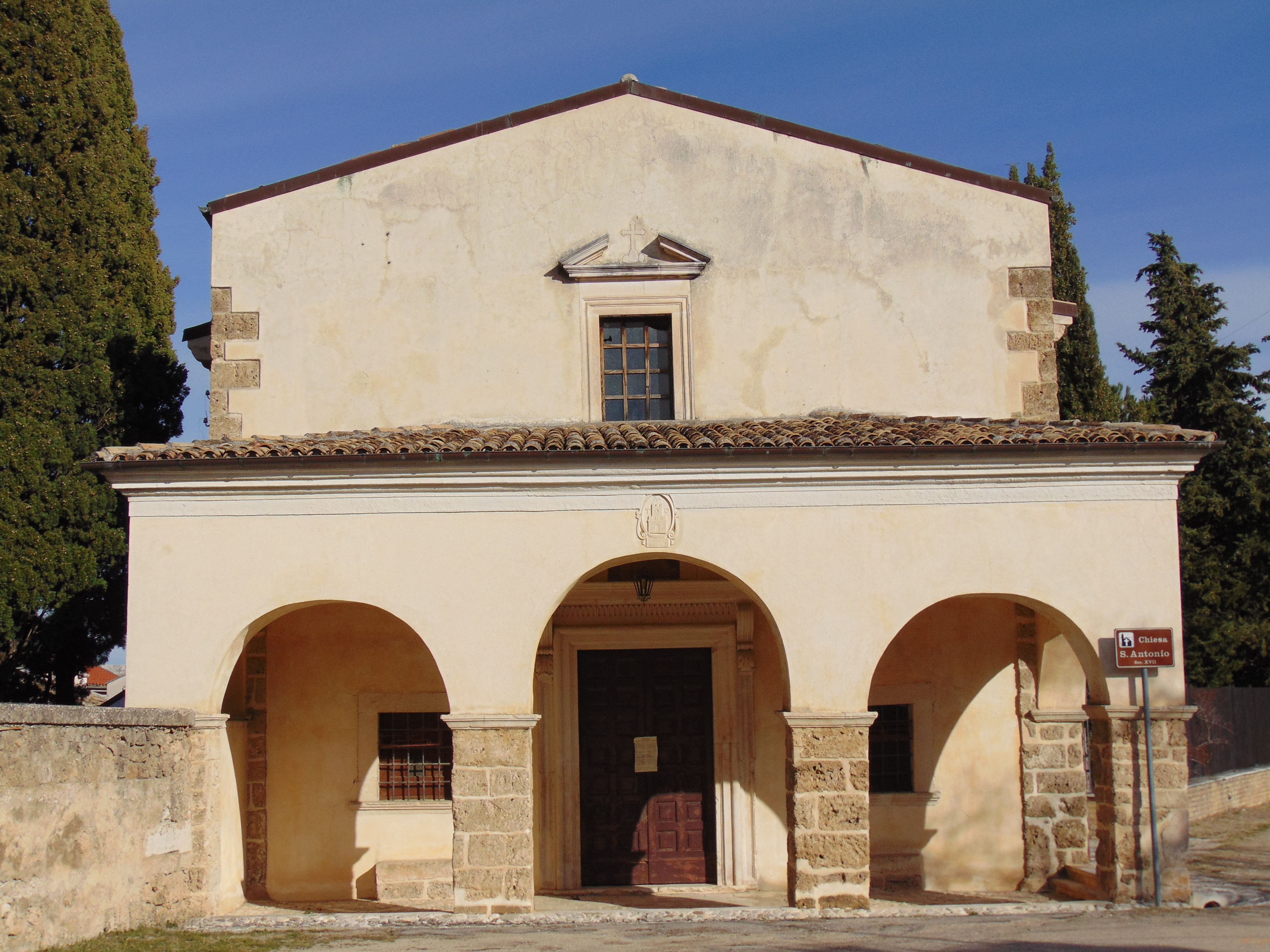
Chiesa di Sant'Antonio

Situata sulla Strada Provinciale 67, la chiesa è attaccata al cimitero cittadino. Dedicata a Sant'Antonio, è da non confonderla con l'omonima chiesa presente in paese nel convento dei cappuccini.
Risale al XVII secolo.

#### Chiesa di Sant'Eustachio Martire

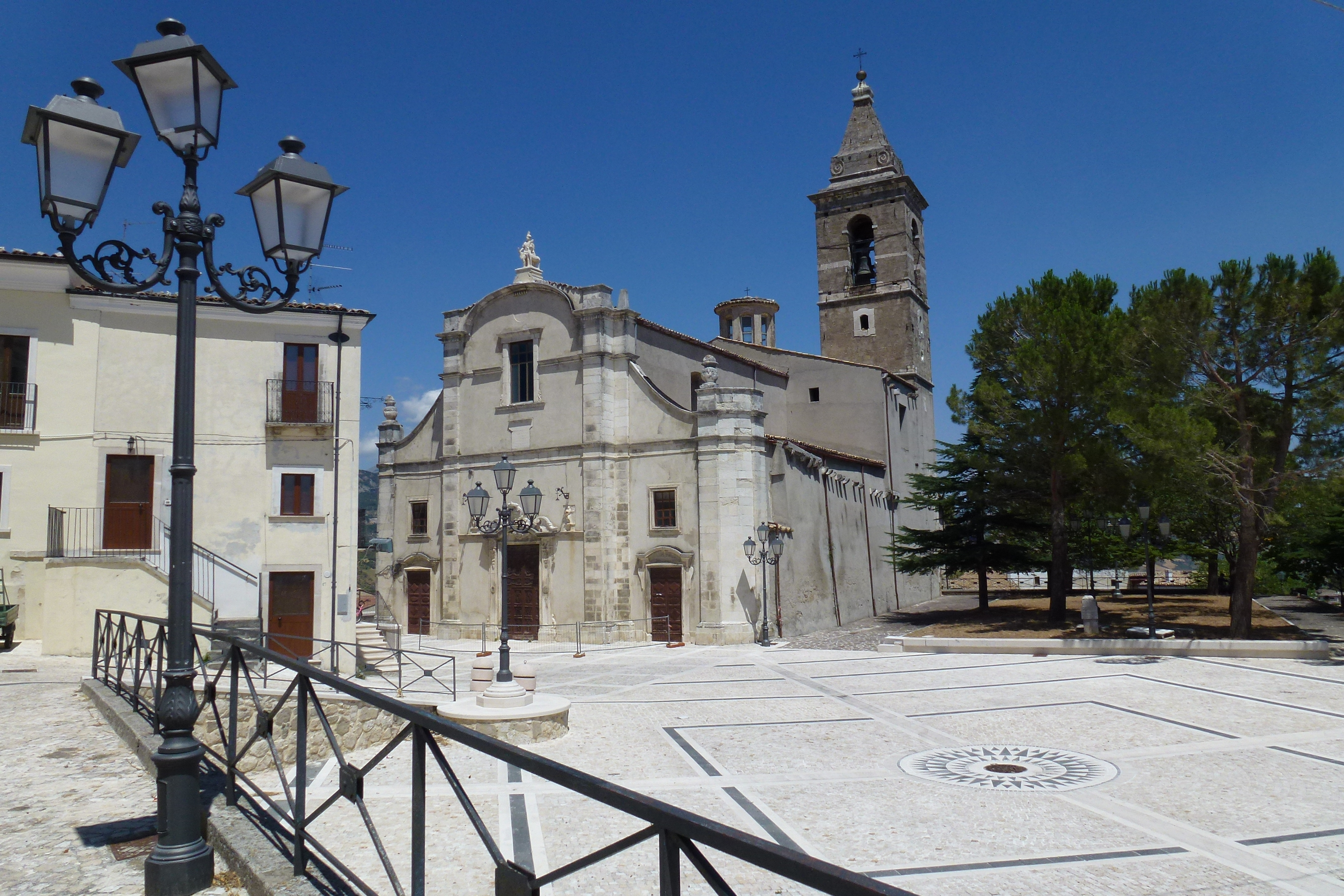
Chiesa di Sant'Eustachio Martire

Situata nel centro storico del paese nei pressi del Castello Caracciolo, è la chiesa più antica di Tocco da Casauria. Non ci sono fonti che ne riportano la data di fondazione, tuttavia il documento più antico che cita la chiesa è il Chronicon Casauriense, e porta la data 1º luglio 1169. In esso si parla di una donazione della chiesa di San Vittorino di Tocco situata a Marano (frazione del paese). Un altro documento che cita la chiesa è una bolla di Papa Innocenzo III del 1208, con cui riconferma al vescovo chietino Bartolomeo i privilegi accordatigli tra cui il possesso della chiesa di Sant'Eustachio. La chiesa fu distrutta nel terremoto della Maiella del 1706 e subito dopo ricostruita nello stesso luogo in stile settecentesco. Il 13 gennaio 1915 il terremoto della Marsica coinvolse anche Tocco da Casauria e lesionò il campanile della chiesa. Nel 2009 il terremoto dell'Aquila ha colpito anche Tocco da Casauria rendendo la chiesa inagibile.
La chiesa è a pianta rettangolare, con facciata tripartita da paraste, conserva l'impianto basilicale medievale con lo spicchio centrale più elevato, come si evidenzia anche nelle tre navate interne. La facciata in stile barocco è in pietra bianca ed ha tre portali, dei quali il centrale maggiore coronato da architrave con fregi. Tra questi si trovano due bassorilievi, uno di questi rappresenta Cristo ingigantito tra due discepoli e l'altro mostra la Madonna col Bambino. Sull'architrave del portale principale vi è uno stemma col simbolo di Sant'Eustachio raffigurante un cervo con la croce latina fra le corna. In cima alla facciata anteriore vi è una statua del Santo con accanto un cervo.

#### Convento dei Cappuccini e chiesa di Sant'Antonio ai cappuccini

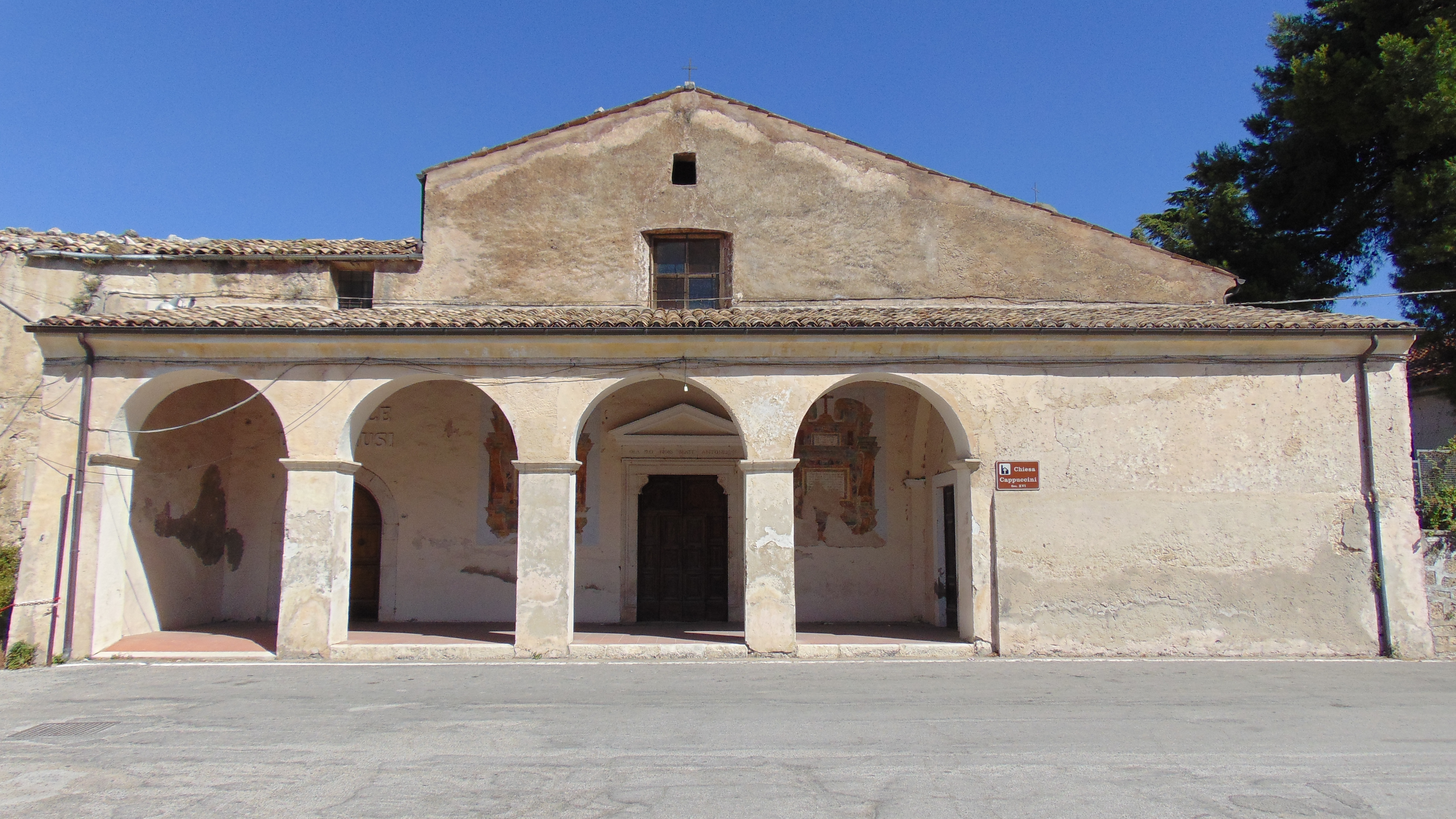
Chiesa di Sant'Antonio da Padova ai Cappuccini

Situato in Largo Luigi Menna, fu costruito assieme ad una chiesa per i frati minori cappuccini, l'edificio risale fra la fine del XVI e gli inizi del XVII secolo.
I frati minori cappuccini arrivarono a Tocco da Casauria nel 1585 e i toccolani fecero molte istanze per dare a loro in posto stabile in paese e quindi Ferrante d'Afflitto, l'allora signore di Tocco, fece costruire fuori dalle mura questo convento con annessa chiesa per loto. La chiesa fu dedicata a Sant'Antonio da Padova e nel 1621 fu consacrata; tale chiesa è conosciuta come Chiesa di Sant’Antonio da Padova ai Cappuccini per distinguerla da un'omonima chiesa presente in paese vicino al cimitero cittadino. L'uliveto che allora circondava il convento fu spesso scelto come sede di riunione per i capitoli provinciali. Il convento oggi è inagibile e la chiesa stata chiusa dopo il terremoto dell'Aquila del 2009.
La facciata della chiesa ha un portico con quattro archi a tutto sesto fatti in tufo. Sulla parete della facciata ci sono due affreschi con delle iscrizioni. La chiesa ha una navata con la facciata rivolta verso ovest, al suo interno vi sono due volte a crociera. A destra ci sono due cappelle, una dedicata a Sant'Antonio da Padova mentre l'altra alla Madonna del Carmine.

#### Convento di Santa Maria del Paradiso

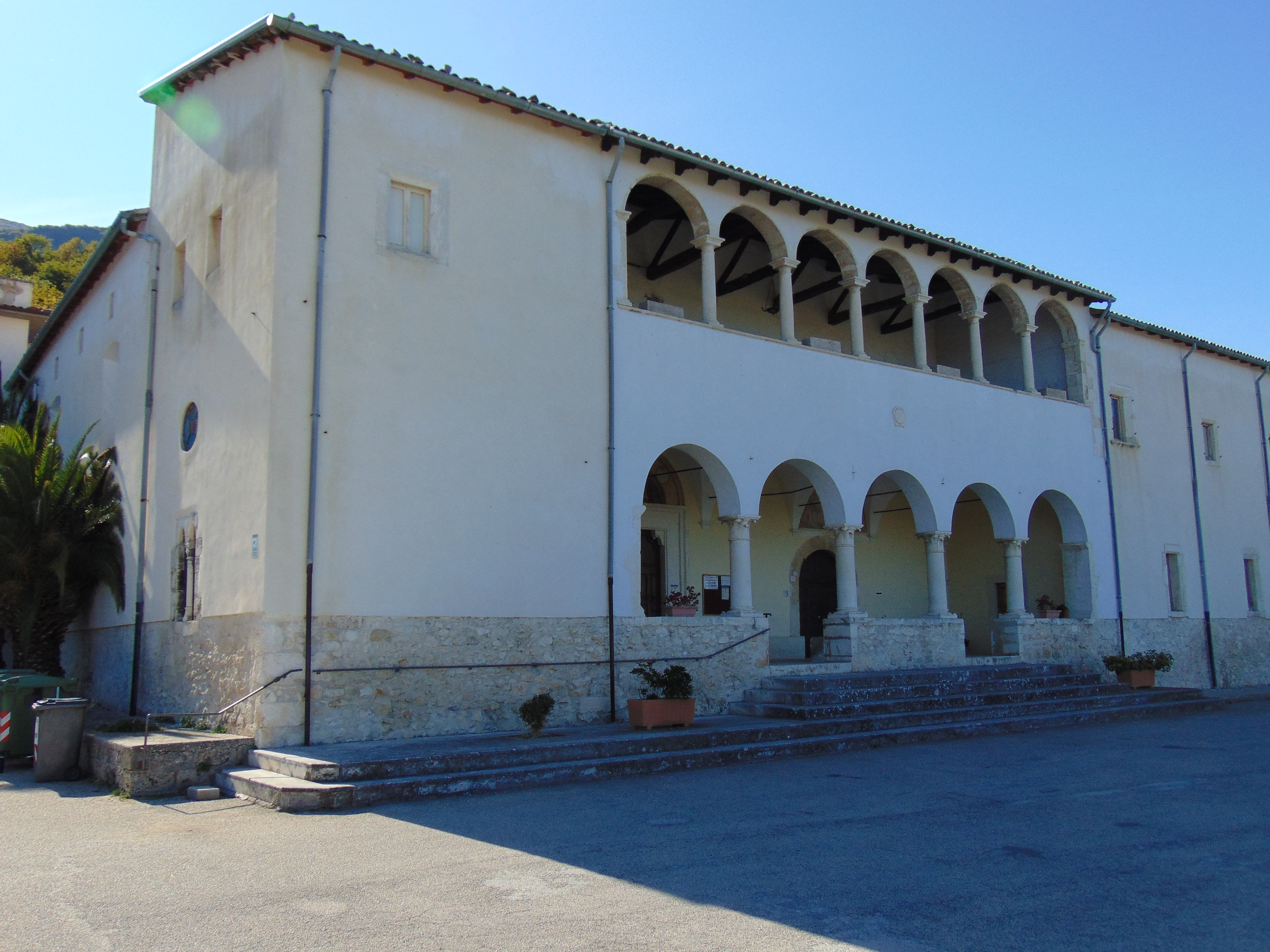
Convento di Santa Maria del Paradiso

La sua data di fondazione è incerta, tuttavia è confermato che esistesse già nel 1412. Il terremoto dell'Italia centro-meridionale del 1456 lo distrusse nel 1466 fu dato il permesso da papa Paolo II per la ricostruzione e l'insediamento dell'Ordine dei Frati Minori della Regolare Osservanza. Fu quindi riedificato a spese dei cittadini toccolani e completato nel 1470 con il nome di "Santa Maria del Paradiso", nello stesso anno vi si insediò l'Ordine. Durante la seconda guerra mondiale, in seguito agli avvenimenti successivi l'8 settembre '43 (Armistizio di Cassibile) i tedeschi lanciarono subito l'Operazione Achse con l'obbiettivo di occupare la penisola italiana fino alla Linea Gustav. Tocco, trovandosi a nord della Linea Gustav, fu occupata anch'essa dai tedeschi i quali si stabilirono in vari edifici pubblici e privati, tra essi vi fu il Convento di Santa Maria del Paradiso che venne adibito a mattatoio e cucina per le truppe in paese.
Il convento ha due piani e nella sua facciata anteriore ha al piano terra 5 archi con colonne, mentre al primo piano 7. Sempre sulla facciata anteriore vi è sia la porta d'ingresso per la chiesa che per il chiostro interno, dentro cui sono affreschi sulle pareti laterali. La struttura della chiesa è composta da una navata principale alla sua entrata ed una minore laterale a sinistra, sul presbiterio vi è una volta a crociera con sopra degli affreschi. Vi è una sagrestia. All'interno la chiesa è in stile gotico rinascimentale con rifacimenti barocchi settecenteschi. Sulle mura laterali vi sono dodici affreschi raffiguranti la Via Crucis. Ci sono 3 cappelle e 3 altari laterali ed uno maggiore, quest'ultimo antistante un coro (architettura) con un organo ed un coro (mobilio) in legno.

#### Chiesa di Sant'Anna

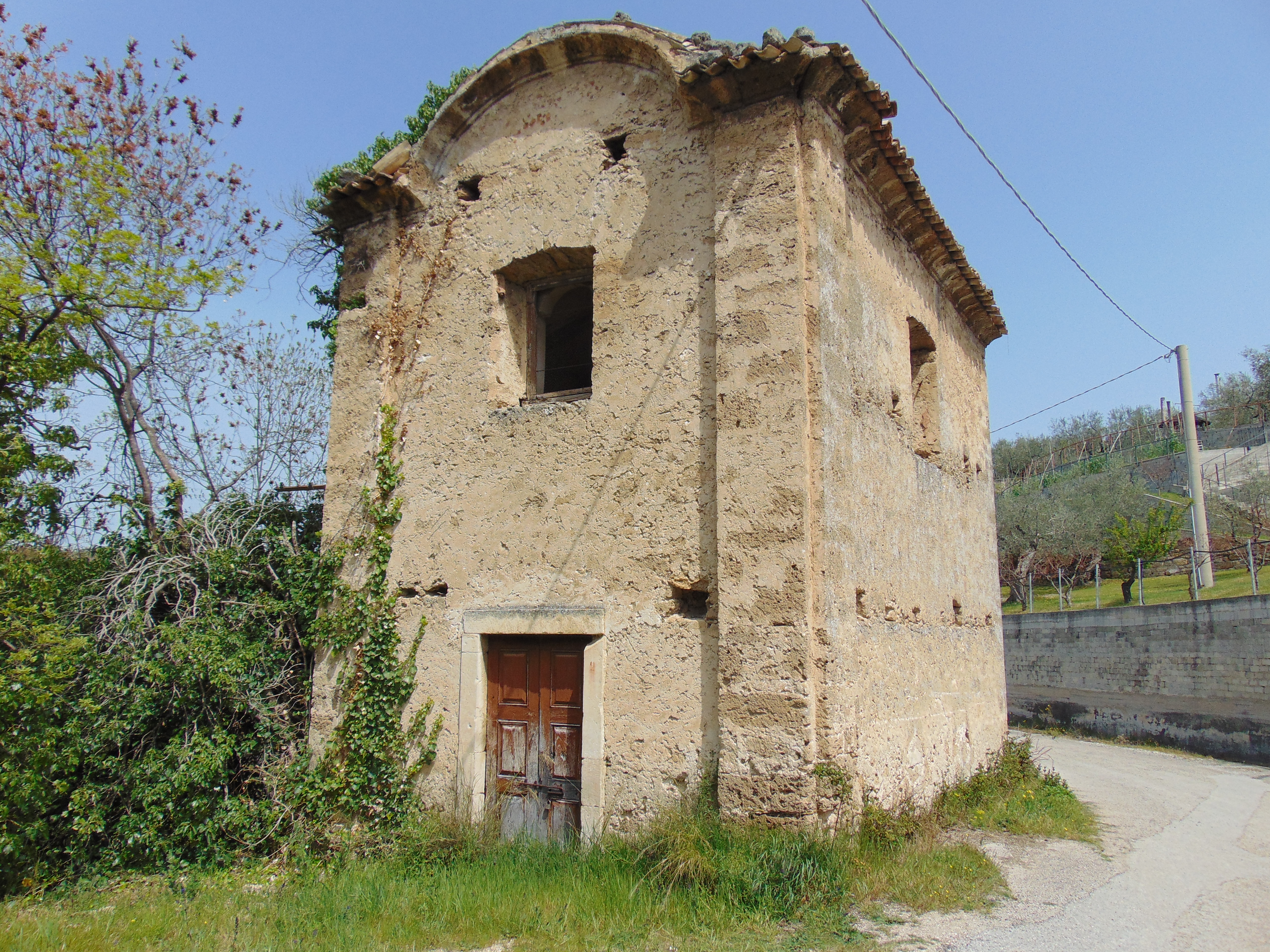
Chiesa di Sant'Anna

Situata in una zona rurale nelle campagne appena fuori il centro abitato, è oggi in stato d'abbandono.

### Architetture militari

#### Castello Caracciolo

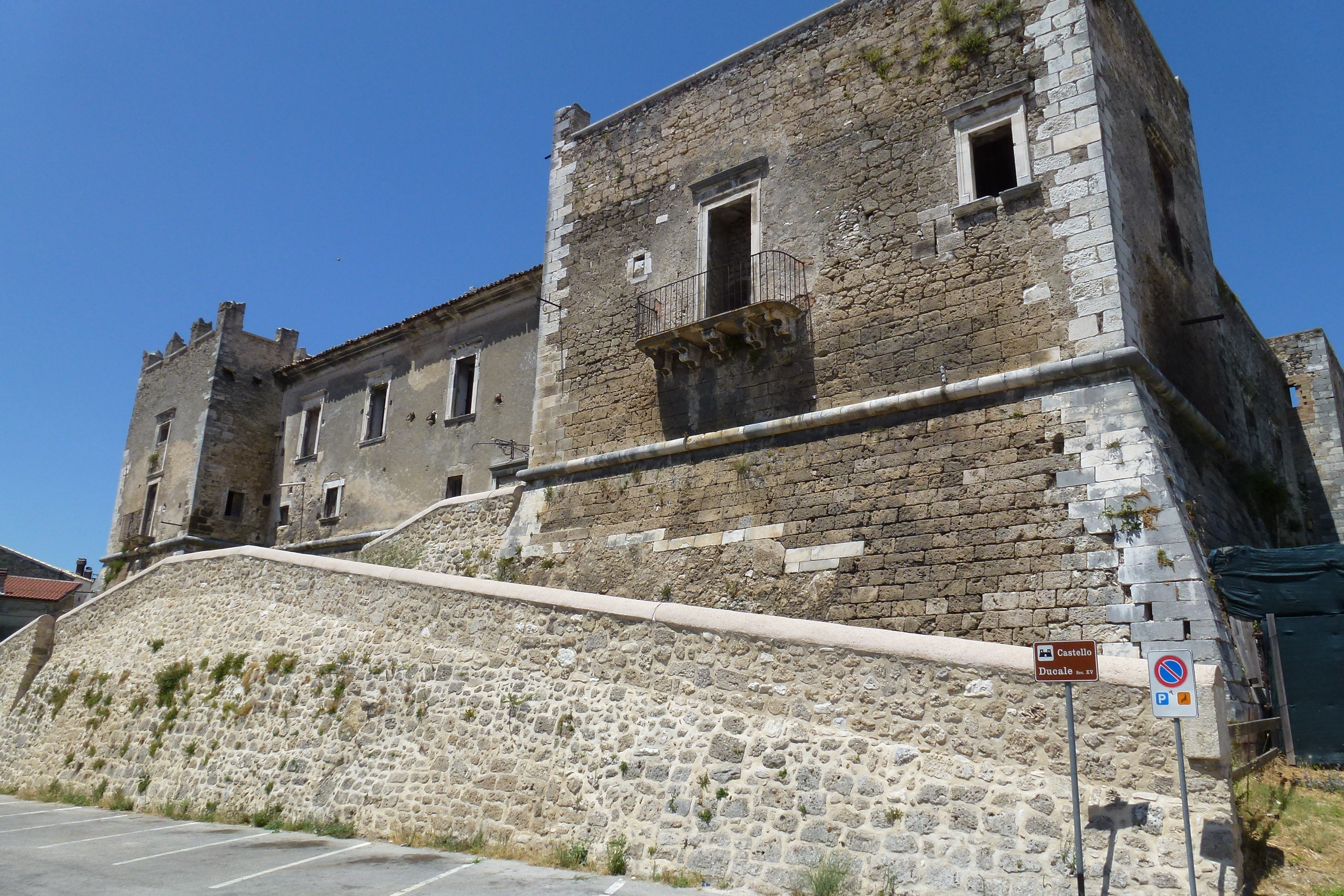
Castello Caracciolo

È un castello d'origine medievale situato nel centro storico. Fatto erigere nel 1026, venne distrutto dopo un attacco militare organizzato dall'abate dell'Abbazia di San Clemente a Casauria (oggi nel comune di Castiglione a Casauria). Nei decenni successivi fu fatto ricostruire per volere di Federico II di Svevia. Gravemente danneggiato dal terremoto dell'Italia centro-meridionale del 1456, venne ricostruito in stile rinascimentale l'anno seguente come residenza nobiliare prendendo anche il nuovo nome di "Palazzo Ducale". L'edificio venne nuovamente distrutto durante il terremoto della Majella del 1706 e ricostruito l'anno seguente.
Il castello è composto da quattro corpi di fabbrica collegati a quattro torrioni quadrati agli angoli dell'edificio che delimitano un cortile centrale. La parte superiore dell'edificio è invece composta da pietre marroni. La costruzione ha un basamento a scarpa che arriva a circa metà altezza dell'edificio, dove un redondone separa la scarpa dalla parte superiore. Lungo il basamento sono presenti delle feritoie, mentre nella parte superiore delle mura si trovano delle finestre rettangolari contornate da cornici decorate. Il torrione meridionale presenta dei merli ghibellini. La facciata di sud-est ospita il portale d'ingresso, caratterizzato da un arco a sesto acuto sorretto da capitelli di stile rinascimentale. Alla sinistra del portale d'ingresso si trova una rampa di scale, mentre alla destra c'è un piano inclinato dedicato alle carrozze.

### Monumenti scomparsi

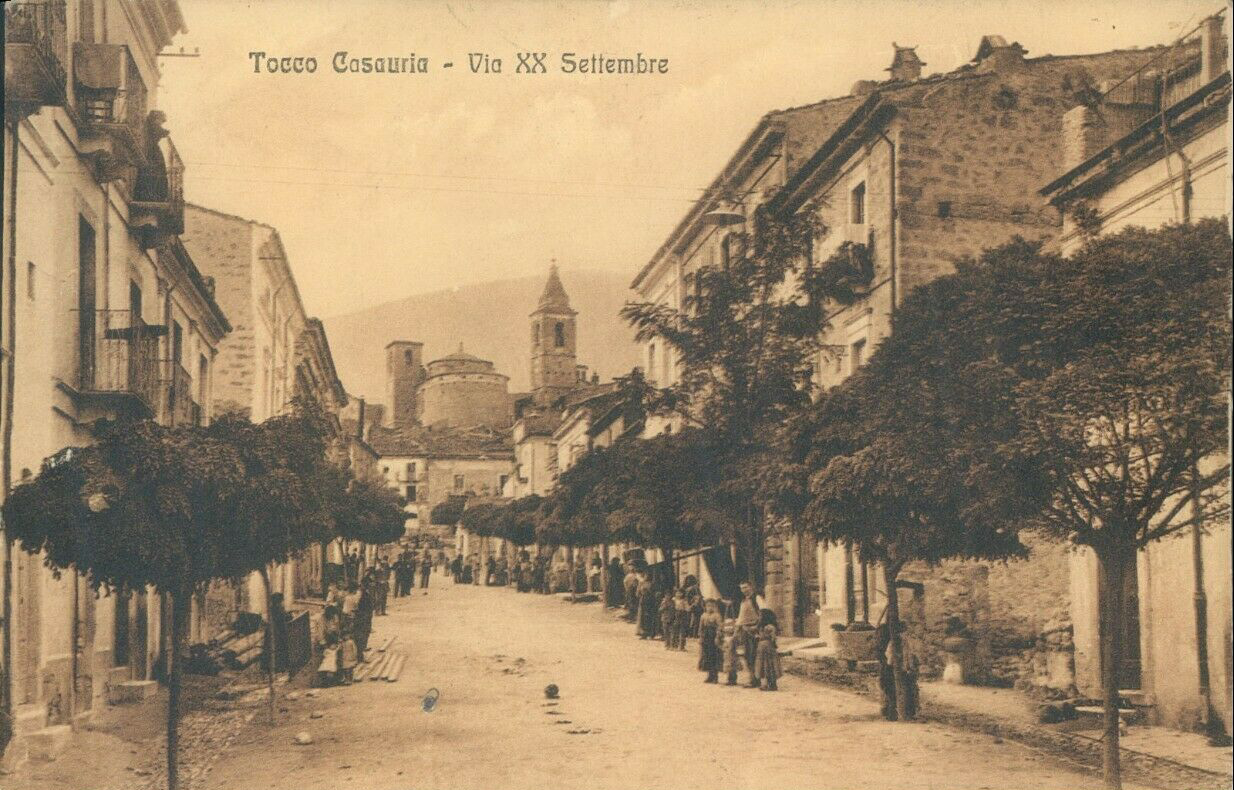
Chiesa del Monte dei Morti sullo sfondo a fianco della chiesa di Sant'Eustachio Martire

- Chiesa del Monte dei Morti sullo sfondo a fianco della chiesa di Sant'Eustachio MartireChiesa del Monte dei Morti: era situata a fianco della chiesa di Sant'Eustachio Martire, fu demolita nel 1960 per volere del Genio Civile in quanto risultava ancora pericolante dal terremoto della Maiella del 1933[70][71].
- Chiesa di San Giuseppe: era situata in una traversa di Via Osservanza, sono ancora presenti oggi i suoi ruderi.
- Chiesa di Santa Liberata: era situata in Via Santa Liberata, fu abbattuta nel 1960[72].
- Obelisco Giordano Bruno: era situato in zona Porta del Borgo, fu abbattuto nel 1960[72].

## Aree naturali

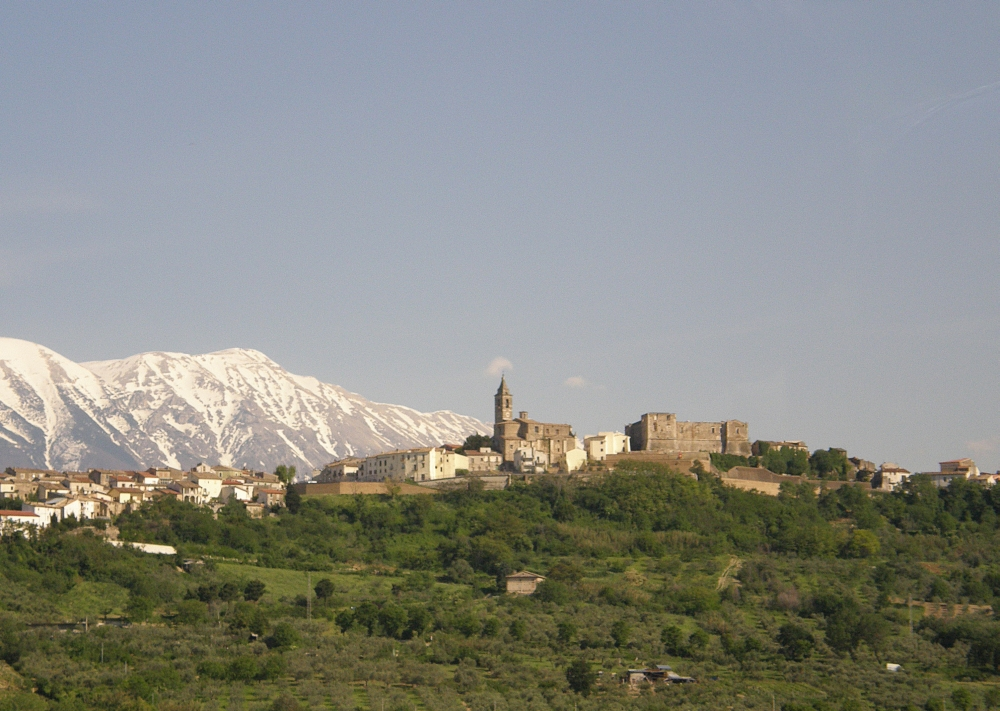
Vista nord-orientale del massiccio della Maiella che si affaccia su Tocco da Casauria

- Riserva naturale Monte Rotondo: area naturale protetta di 1452 ettari situata all'interno del parco nazionale della Majella[73][74] ed istituita nel 1982, coinvolge i territori Bussi sul Tirino, Castiglione a Casauria, Corfinio, Popoli e Tocco da Casauria[75].